# 2022년 칠카 지진
2022년 칠카 지진은 2022년 5월 12일 페루 리마주 해안가에서 발생한 지진이다. 지진으로 리마 지역에서 경미한 피해가 발생했으며 몇몇 사상자도 발생했다. 지진으로 여러 채의 주택도 붕괴되었다.

## 지질학적 환경
페루의 지진 대부분은 페루에서 동쪽으로 약 100 km 떨어진 나즈카판과 남아메리카판이 서로 만나 섭입하는 섭입대인 페루-칠레 해구에서 발생한다. 이번 지진이 발생한 진앙에서 두 판은 1년에 약 77 mm의 속도로 수렴하며 남아메리카판이 나즈카판 위로 올라가 바다 쪽으로 조금씩 이동한다. 지진의 진앙, 진원 깊이, 단층 발진기구해를 통해 지진의 진원은 두 판 사이의 경계면일 가능성이 높다.
페루 해안가에는 큰 규모의 지진이 주기적으로 발생한다. 2022년 5월 발생한 지진은 1974년 10월 리마 지진의 진원이 바로 서북쪽, 1942년과 1996년 발생한 강진의 진원 바로 북쪽에서 발생했다. 지난 2세기 간 페루 해안에서 발생한 가장 큰 규모의 지진은 규모 M8.5~9.3으로 추정되는 1868년 아리카 지진으로 5월 12일 발생한 지진의 동남쪽을 중심으로 발생했다. 1868년 지진은 큰 쓰나미도 일으켜 남아메리카 해안을 따라 25,000명의 사망자를 만들었으며 그 외 하와이에도 피해를 입혔다.

## 지진
지진은 페루의 수도인 리마 동남쪽에서 발생했다. 지진의 진원은 산바르톨로구에서 서북쪽으로 11 km 떨어진 지점이다. 수정 메르칼리 진도 계급 기준 최대진도는 산바르톨로에서 VII였으며, 수도 리마에서는 V의 흔들림이 느껴졌다.
5월 지진이 발생하기 4개월 전에는 같은 지역에서 규모 M5.6의 지진이 발생했다. 이 지진으로 리마 지역에서 39명의 부상자가 발생했고 주택 12채가 파괴되었으며 여러 산사태도 발생했다.

## 피해와 영향
리마를 중심으로 경미한 피해가 발생했다. 어도비 양식 주택 4채가 붕괴되고 17채가 피해를 입었다. 무너진 주택 중 우아랄 마을의 1채에서 3명이 부상을 입었으며 부상자 모두 50대 이상이었다. 어린이 3명이 부상을 입었고 16세 소녀가 집 3층에서 추락했다. 총 11명이 부상을 입었다. 리마에서는 4세 어린이가 지진으로 건물에서 떨어져 부상을 입은 채 병원으로 이송되었으나 사망했고, 84세 여성 1명이 지진으로 인한 심장마비로 사망했다. 코스타베르데의한 해안 고속도로에서는 도로를 낀 계곡에서 산사태가 발생해 도로가 일시적으로 폐쇄되었다.

## 같이 보기
- 2022년 지진
- 페루의 지진 목록
- 2007년 페루 지진
- 2021년 말라 지진